# Quia te zelo fidei
Quia te zelo fidei (Aus Glaubenseifer) sind die Anfangsworte des Briefs, den Papst Stephan V. gegen Ende des Jahres 885 an Svatopluk I., den Herrscher des Mährerreichs, richtete.

## Inhalt
Papst Stephan V. lobt den Fürsten des Mährerreichs, Svatopluk I., für seine Treue und Ergebenheit gegenüber der römischen Kirche, lehrt, dass an die Dreifaltigkeit zu glauben sei und wann zu fasten sei, empfiehlt den lateinischen Priester Wiching und tadelt den Aberglauben des verstorbenen mährischen Erzbischofs Method und die slawische Liturgie.

## Bedeutung
Nachdem Papst Hadrian II. 869 in seinem Scheiben Gloria in excelsis Deo die slawische Liturgie genehmigt hatte und Papst Johannes VIII. dies im Jahr 880 in seinem Schreiben Industriae tuae an Svatopluk bestätigt hatte, kam es nach Methods Tod zu Auseinandersetzungen über die Nachfolge. Der Papst ernannte den in Rom befindlichen Wiching zum Bischof von Neutra (d. h. bereits zum zweiten Mal) sowie zum kirchlichen Verwalter Mährens – nicht jedoch zum Erzbischof. Da Wiching kurz vor Methods Tod diesen in Rom verleumdet hatte, schickte der Papst im Winter 885–886 den Brief „Quia te zelo fidei“ nach Mähren, in dem er Methods Tätigkeit im Nachhinein verurteilte, Method exkommunizierte und die Verwendung der slawischen Sprache als Liturgiesprache (außer für die Predigt und Auslegung der Bibel) verbot. Die lateinische Liturgie setzte sich in der Folge im Mährerreich durch.

## Textüberlieferung
Im Original ist das Schreiben nicht erhalten, sondern nur in überarbeiteten und durch Einschübe verfälschten Abschriften.

## Quelle
- Epistolae (in Quart) 7: Epistolae Karolini aevi (V). Herausgegeben von Erich Caspar, Gerhard Laehr u. a. Berlin 1928, S. 354–358 (Monumenta Germaniae Historica, Digitalisat)